# پرستاری قلب
پرستاری قلب(به انگلیسی: Cardiac nursing) به فرد متخصصی گفته می‌شود که از بیمارانی که از مشکلات مختلف دستگاه گردش خون رنج می‌برند، مراقبت می‌کند.
- پرستاران قلب به روند درمان بیمارانی که از آنژین صدری، کاردیومیوپاتی، بیماری شریانی کرونری، نارسایی قلبی،سکته قلبی و آریتمی قلب زیر نظر متخصص قلب و عروق، کمک می‌کنند.[۲]

پرستاران قلب در یک واحد جراحی، مانیتورینگ بیماران، ارزیابی تست استرس و ارزیابی سلامت را انجام می‌دهند.
- پرستاران قلب در محیط‌های متنوعی بمانند بخش مراقبت‌های ویژه، مرکز بازتوانی قلبی یا به عنوان پرستار اتاق عمل در جراحی قلب فعالیت می‌کنند.